# Ievgueni Guiditx
Ievgueni Guiditx (en rus: Евгений Гидич) (Kokxetau, Província d'Akmolà, 19 de maig de 1996) és un ciclista kazakh. Professional des del 2015, actualment a l'equip Astana Qazaqstan Team. En el seu palmarès destaca el Campió d'Àsia en ruta de 2019 i el campionat nacional en ruta del 2022.

## Palmarès
- 2016
  - Vencedor d'una etapa al Tour de l'Iran
  - Vencedor de 2 etapes a la Volta al llac Qinghai
  - Vencedor d'una etapa a la Volta a Bulgària
- 2017
  - 1r al Tour de Tailàndia i vencedor d'una etapa
  - Vencedor d'una etapa a la Volta al llac Qinghai
- 2019
  -  Campió d'Àsia en ruta
  - Campió d'Àsia de contrarellotge per equips
  - Vencedor d'una etapa al Tour de Croàcia
- 2022
  - Campió d'Àsia de contrarellotge per equips
  -  Campió del Kazakhstan en ruta
- 2023
  - Vencedor de 2 etapes al Tour de Van